# Aspidostemon perrieri
Aspidostemon perrieri là loài thực vật có hoa trong họ Nguyệt quế. Loài này được Paul Auguste Danguy miêu tả khoa học đầu tiên năm 1927 dưới danh pháp Cryptocarya perrieri. Năm  1987, Rohwer J. G. & Richter H.G. chuyển nó sang chi Aspidostemon. Nó là loài điển hình của chi Aspidostemon khi các tác giả mô tả chi này.